# Muchas Gracias: The Best of Kyuss
Muchas Gracias: The Best of Kyuss è una raccolta del gruppo statunitense dei Kyuss, pubblicata nel 2000, tre anni dopo il loro scioglimento dalla Elektra Records. Include b-side, inediti e 4 pezzi dal vivo (Gardenia, Thumb, Conan Troutman, Freedom Run) inclusi nel disco Live at the Marquee, disco molto raro, allegato alle prime copie di Welcome to Sky Valley.

## Tracce
1. Un Sandpiper – 8:14
2. Shine – 5:58
3. 50 Million Year Trip (Downside Up) – 5:48
4. Mudfly – 2:26
5. Demon Cleaner – 5:05
6. A Day Early And A Dollar Extra – 2:16
7. I'm Not – 4:37
8. Hurricane – 2:32
9. Flip The Phase – 2:18
10. Fatso Forgotso – 8:30
11. El Rodeo – 5:30
12. Gardenia (live) – 6:45
13. Thumb (live) – 4:41
14. Conan Troutman (live) – 2:14
15. Freedom Run (live) – 8:10

## Formazione
- John Garcia - voce
- Josh Homme - chitarra
- Nick Oliveri - basso
- Scott Reeder - basso
- Brant Bjork - batteria
- Alfredo Hernandez - batteria